# اولد ۶۶۶
اولد ۶۶۶ (به انگلیسی: Old 666) یک هواپیمای بوئینگ بی-۱۷ فلایینگ فورترس ساختِ کارخانهٔ بوئینگ است که در جنگ جهانی دوم مورد استفاده قرار می‌گرفت.